# Gare d'Oshawa North
La gare d’Oshawa North (Oshawa North Railway Station en anglais) est une ancienne gare du Canadian Northern Railway, située à Oshawa, Ontario. 
Mise en service en 1911, elle est fermée en 1925. Le bâtiment principal, inscrit au registre municipal, a été déplacé et est devenu une résidence privée.

## Situation ferroviaire
La gare se trouvait sur la ligne du chemin de fer Canadian Northern, entre Todmorden (au nord de Toronto) et Trenton, ouverte en 1911. Le CNoR ne sert pas les villes sur le lac Ontario (passant seulement au nord d’Oshawa). Mackezie et Mann (investisseurs du CNoR) ont construit une ligne de chemin de fer électrique entre le CNoR et les lignes du Canadien Pacifique et Grand Tronc plus au sud. Elle se trouvait au mile 32.04 de la subdivision d'Orono du Canadien National. Le Canadien National arrête le service passager sur cette ancienne ligne du CNoR le 1er février 1936 et abandonne le service de marchandises sur cette ligne en 1938.

## Histoire
La gare est construite de châssis en bois en 1911, par le Canadian Northern Le bâtiment, une longue structure de deux étages et demi avec des lucarnes le long de la ligne de toit, a été construit selon un modèle utilisé par le chemin de fer le long de sa ligne au bord du lac Ontario. 

## Patrimoine ferroviaire
Après sa fermeture (en 1925), le bâtiment de la gare a été déplacé au 64-68 Wayne Avenue, mais sa forme est altérée. Il est depuis une maison duplex. Cette batisse est inscrite au registre municipal du patrimoine, bâtiment de Classe B, ayant un bon potentiel de désignation futur sous la Loi du patrimoine de l'Ontario.

Le bâtiment en 2017
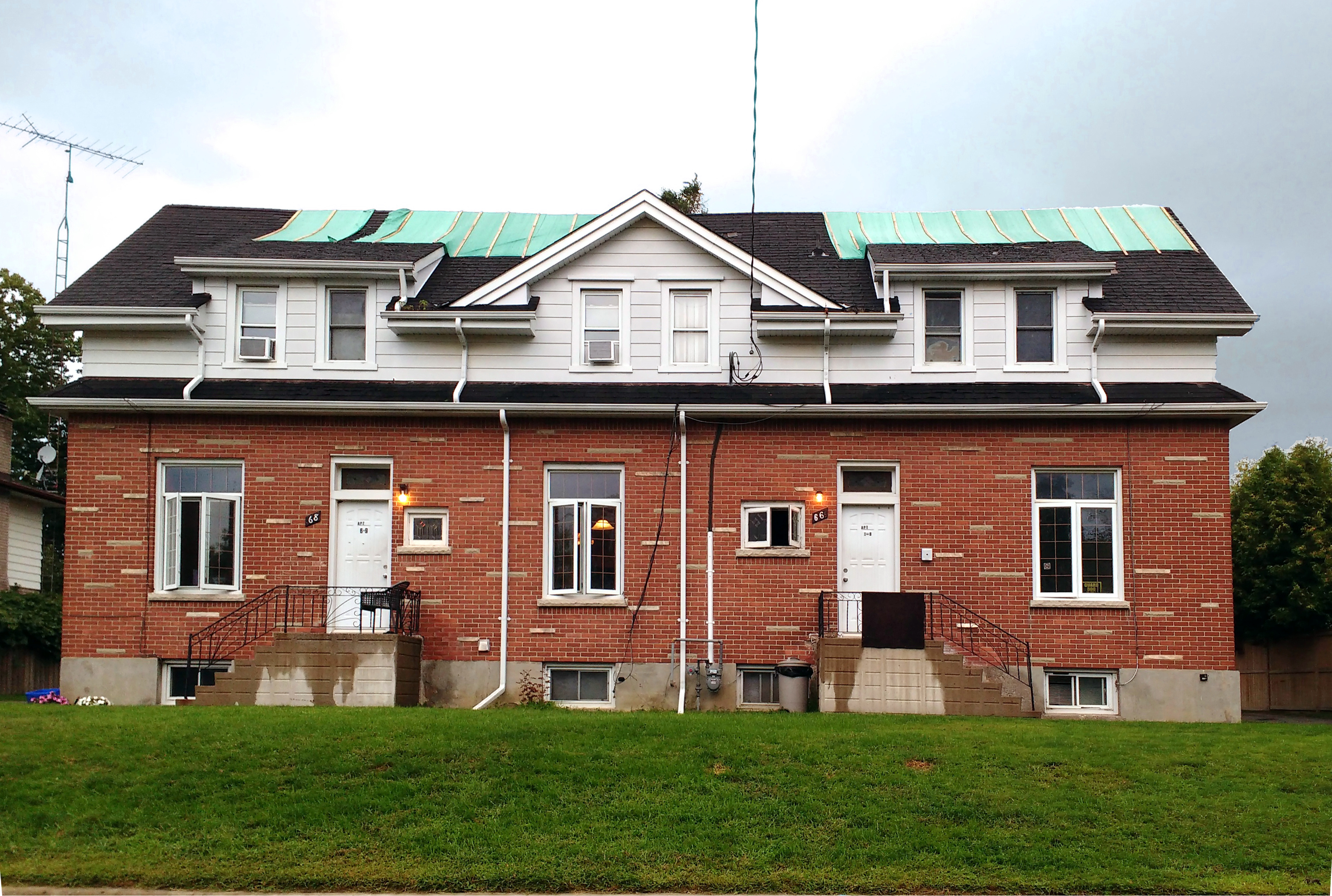